# Canadian Premier League 2023
La Canadian Premier League 2023 fue la quinta temporada de la Canadian Premier League, la primera división del fútbol de Canadá. El club Forge fue el campeón luego de derrotar al Cavalry por el marcador de 2-1 en la final.
La temporada comenzó el 15 de abril y terminó el 28 de octubre.

## Sistema de disputa
Los 8 equipos jugaron la fase regular en sistema de todos contra todos 4 veces totalizando 28 partidos. Al término de la fase regular los cuatro primeros clasificados jugaron los play-offs. La ronda de los play-offs estuvo conformada por una fase de semifinales con partidos de ida y vuelta. Los ganadores jugaron la final donde se decidió al campeón.
El ganador de los play-offs de la Canadian Premier League (CPL) 2023 y el ganador de la temporada regular de la CPL 2023 ganaron plazas en la ampliada Liga de Campeones de la Concacaf 2024, compitiendo contra equipos de toda América del Norte, Central y el Caribe por un lugar en la Copa Mundial de Clubes de la FIFA. La clasificación para la Liga de Campeones de Concacaf también estuvo disponible para los clubes de la CPL al ganar el Campeonato Canadiense de Fútbol.
En caso de que un club de la CPL tuviera varias plazas de clasificación para la Liga de Campeones de Concacaf, los clubes de la CPL que hayan acumulado la mayor cantidad de puntos de liga en la temporada regular ganaron las plazas restantes.

## Equipos participantes
| Equipo          | Ciudad                       | Estadio                   | Capacidad | Fundación | Títulos | Subtítulos | Proovedor | Patrocinador |
| --------------- | ---------------------------- | ------------------------- | --------- | --------- | ------- | ---------- | --------- | ------------ |
| Atlético Ottawa | Ottawa, Ontario              | Estadio TD Place          | 24 000    | 2020      | —       | 1          |           |              |
| Cavalry         | Calgary, Alberta             | ATCO Field                | 6000      | 2018      | —       | 1          |           |              |
| Forge           | Hamilton, Ontario            | Tim Hortons Field         | 10 016    | 2017      | 3       | 1          |           |              |
| HFX Wanderers   | Halifax, Nueva Escocia       | Wanderers Grounds         | 6200      | 2018      | —       | 1          |           |              |
| Pacific         | Langford, Columbia Británica | Estadio Westhills         | 6500      | 2018      | 1       | —          |           |              |
| Valour          | Winnipeg, Manitoba           | IG Field                  | 33 234    | 2017      | —       | —          |           |              |
| Vancouver       | Langley, Columbia Británica  | Willoughby Community Park | 6560      | 2022      | —       | —          |           |              |
| York United     | York, Ontario                | York Lions Stadium        | 8000      | 2018      | —       | —          |           |              |

### Equipos por entidad federativa
| Provincia          | N.º | Equipos                                   |
| ------------------ | --- | ----------------------------------------- |
| Ontario            | 3   | Atlético Ottawa, Forge FC, York United FC |
| Columbia Británica | 2   | Pacific FC, Vancouver FC                  |
| Alberta            | 1   | Calvary FC                                |
| Manitoba           | 1   | Valour FC                                 |
| Nueva Escocia      | 1   | HFX Wanderers FC                          |

## Temporada regular

### Clasificación
| Pos. | Equipo          | Pts. | PJ | G  | E | P  | GF | GC | Dif. | Clasificación                                                               |
| ---- | --------------- | ---- | -- | -- | - | -- | -- | -- | ---- | --------------------------------------------------------------------------- |
| 1    | Cavalry (X)     | 55   | 28 | 16 | 7 | 5  | 46 | 27 | +19  | Avanza al primer play-off semifinal y a la Copa de Campeones de la Concacaf |
| 2    | Forge           | 42   | 28 | 11 | 9 | 8  | 39 | 32 | +7   | Avanza al primer play-off semifinal                                         |
| 3    | HFX Wanderers   | 42   | 28 | 11 | 9 | 8  | 39 | 32 | +7   | Avanza a cuartos de final                                                   |
| 4    | Pacific         | 40   | 28 | 11 | 7 | 10 | 42 | 35 | +7   | Disputarán play-in por el acceso a cuartos de final                         |
| 5    | York United     | 38   | 28 | 11 | 5 | 12 | 35 | 44 | −9   | Disputarán play-in por el acceso a cuartos de final                         |
| 6    | Atlético Ottawa | 36   | 28 | 10 | 6 | 12 | 38 | 34 | +4   |                                                                             |
| 7    | Vancouver       | 29   | 28 | 8  | 5 | 15 | 28 | 50 | −22  |                                                                             |
| 8    | Valour          | 26   | 28 | 6  | 8 | 14 | 25 | 38 | −13  |                                                                             |

 Fuente: Sitio oficial

### Resultados
| Local \ Visitante | OTA | CAL | FOR | HFX | PAC | VAL | VAN | YOR |
| ----------------- | --- | --- | --- | --- | --- | --- | --- | --- |
| Atlético Ottawa   | —   | 1–0 | 0–1 | 1–1 | 1–4 | 2–0 | 1–0 | 0–1 |
| Cavalry           | 2–0 | —   | 1–1 | 2–2 | 1–0 | 1–1 | 3–1 | 2–1 |
| Forge             | 4–3 | 2–2 | —   | 1–1 | 0–1 | 3–2 | 0–0 | 1–2 |
| HFX Wanderers     | 1–0 | 3–1 | 2–1 | —   | 2–1 | 2–0 | 1–1 | 0–3 |
| Pacific           | 2–2 | 1–1 | 0–1 | 1–1 | —   | 1–0 | 1–0 | 4–1 |
| Valour            | 1–1 | 0–2 | 2–0 | 0–0 | 1–1 | —   | 1–0 | 1–1 |
| Vancouver         | 0–5 | 1–1 | 2–0 | 2–1 | 3–6 | 0–0 | —   | 1–2 |
| York United       | 2–1 | 1–0 | 0–1 | 2–2 | 0–0 | 0–2 | 1–2 | —   |

| Local \ Visitante | OTA | CAL | FOR | HFX | PAC | VAL | VAN | YOR |
| ----------------- | --- | --- | --- | --- | --- | --- | --- | --- |
| Atlético Ottawa   | —   | 1–2 | 0–0 | 2–0 | 1–1 | 0–1 | 3–1 | 3–3 |
| Cavalry           | 0–2 | —   | 3–0 | 1–0 | 3–0 | 2–1 | 2–1 | 2–1 |
| Forge             | 0–1 | 0–0 | —   | 1–1 | 3–1 | 1–1 | 2–0 | 3–3 |
| HFX Wanderers     | 3–2 | 1–2 | 2–1 | —   | 1–2 | 3–0 | 3–0 | 1–2 |
| Pacific           | 0–1 | 1–2 | 0–2 | 1–1 | —   | 2–1 | 1–2 | 1–0 |
| Valour            | 1–3 | 3–2 | 2–3 | 0–1 | 0–3 | —   | 0–1 | 1–2 |
| Vancouver         | 2–1 | 1–5 | 0–3 | 2–1 | 3–2 | 0–0 | —   | 0–1 |
| York United       | 1–0 | 0–1 | 0–4 | 0–2 | 1–4 | 1–3 | 2–1 | —   |

## Play-offs

### Play-in
| 11 de octubre | Pacific      | 1 – 0   | York United | Starlight Stadium, Langford                           |                                                       |
| 19:00 (UTC-7) | - Reid 90+1' | Reporte |             | Asistencia: 2780 espectadores Árbitro(s): Ben Hoskins | Asistencia: 2780 espectadores Árbitro(s): Ben Hoskins |

### Cuartos de final
| 14 de octubre | HFX Wanderers | 0 – 1   | Pacific                | Wanderers Grounds, Halifax                             |                                                        |
| 15:00 (UTC-3) |               | Reporte | - Fernández 37' (a.g.) | Asistencia: 6254 espectadores Árbitro(s): Yusri Rudolf | Asistencia: 6254 espectadores Árbitro(s): Yusri Rudolf |

### Semifinales

#### Primer partido
| 14 de octubre | Cavalry   | 1 – 2   | Forge                         | ATCO Field, Calgary                                    |                                                        |
| 15:00 (UTC-6) | Mason 80' | Reporte | - Hojabrpour 29' - Bekker 50' | Asistencia: 4385 espectadores Árbitro(s): Scott Bowman | Asistencia: 4385 espectadores Árbitro(s): Scott Bowman |

#### Segundo partido
| 21 de octubre | Cavalry                 | 2 – 1   | Pacific    | ATCO Field, Calgary                                     |                                                         |
| 14:00 (UTC-6) | - Klomp 27' - Musse 61' | Reporte | Manneh 66' | Asistencia: 4066 espectadores Árbitro(s): Michael Venne | Asistencia: 4066 espectadores Árbitro(s): Michael Venne |

### Final
| 28 de octubre | Forge                            | 2 – 1 (t. s.) | Cavalry    | Tim Hortons Field, Hamilton                                       |                                                                   |
| 18:00 (UTC-4) | - Badibanga 105+2' - Borges 111' | Reporte       | Musse 101' | Asistencia: 13 925 espectadores Árbitro(s): Marie-Soleil Beaudoin | Asistencia: 13 925 espectadores Árbitro(s): Marie-Soleil Beaudoin |

|                          |
| Bandera de Canadá        |
| Campeón Forge 4.º título |

## Goleadores
- Actualizado el 14 de octubre de 2023.

| Jugador         | Equipo          | Goles |
| --------------- | --------------- | ----- |
| Ollie Bassett   | Atlético Ottawa | 11    |
| Myer Bevan      | Cavalry         | 11    |
| Terran Campbell | Forge           | 10    |
| Woobens Pacius  | Forge           | 10    |
| Massimo Ferrin  | HFX Wanderers   | 8     |